# Estradas da Suécia

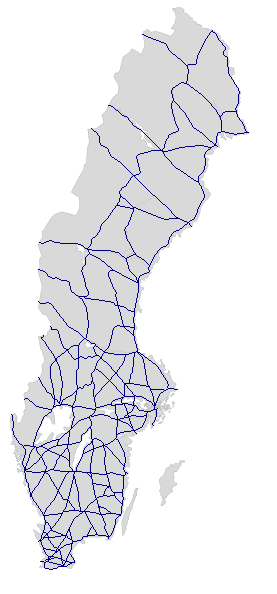
Rede de estradas da Suécia – estradas nacionais e estradas europeias (2009).

A rede de estradas da Suécia compreende estradas nacionais (riksvägar), estradas regionais (länsvägar) e ainda estradas europeias (europavägar).
Fazem também parte do sistema viário: 16 018 pontes, 20 túneis e 37 linhas de ferribotes (färjeleder).

98 500 km são estradas estatais, 41 600 km são estradas e ruas municipais, e 76 300 km são estradas particulares com subsídio estatal. 6 700 km são estradas europeias e 2 050 km são autoestradas.

## Estradas europeias da Suécia (europavägar)
Há 11 estradas europeias que atravessam o território do país.

## Estradas nacionais da Suécia (riksvägar)
A estradas nacionais estão numeradas de 1 a 99. Algumas estradas nacionais têm a designação de estradas europeias.

## Estradas regionais da Suécia (länsvägar)
Existem 83 100 km de estradas regionais no país. Estas estradas são numeradas de 100 a 499 - estradas regionais primárias, e a partir de 500 – estradas regionais secundárias. A maior estrada regional é a 363 (325 km) e a mais curta é a 402 (3 km).

## Galeria

Estrada europeia 4
Estrada nacional 58
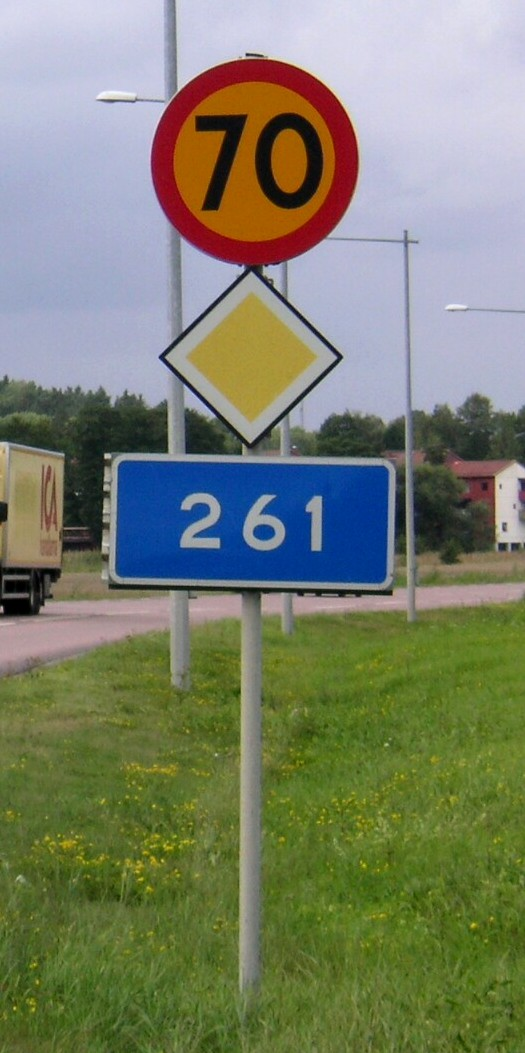
Estrada regional 261
Atenção aos alces
Sentido proibido
Velocidade mäxima
Proibido estacionar
Sentido obrigatório
Autoestrada
Restaurante
Distâncias a cidades
Obrigatório parar